# ميرسيدس كابرال
ميرسيدس كابرال هي ممثلة فلبينية، ولدت في 10 أغسطس 1986 بمانيلا في الفلبين.

## وصلات خارجية
- ميرسيدس كابرال على موقع IMDb (الإنجليزية)
- ميرسيدس كابرال على موقع ألو سيني (الفرنسية)
- ميرسيدس كابرال على موقع أول موفي (الإنجليزية)
- ميرسيدس كابرال على موقع قاعدة بيانات الأفلام السويدية (السويدية)
- ميرسيدس كابرال على موقع قاعدة بيانات الفيلم (الإنجليزية)